# 叢台区
叢台区（そうたい-く）は中華人民共和国河北省邯鄲市に位置する市轄区。

## 行政区画
- 街道:叢台西街道、叢台東街道、聯紡西街道、聯紡東街道、光明橋街道、四季青街道、和平街道、中華街道、人民路街道、柳林橋街道、開発区街道
- 鎮:黄粱夢鎮、尚璧鎮、南沿村鎮
- 郷:蘇曹郷、三陵郷、南呂固郷、兼荘郷、小西堡郷、姚寨郷